# Kabinett Yoshida III
Das 3. Kabinett Yoshida regierte Japan vom 16. Februar 1949 bis zur Kabinettsumbildung am 28. Juni 1950. Es wurde nach der Unterhauswahl vom 23. Januar 1949 von Yoshida Shigeru gebildet, nachdem er am 11. Februar als Premierminister wiedergewählt worden war. Dem Kabinett gehörten neben Vertretern der bisherigen Koalitionsfraktionen, der Demokratisch-Liberalen Partei und dem Ryokufūkai, auch zwei Minister der Demokratischen Partei an, die sich im Streit um eine Zusammenarbeit mit der Regierung in eine „Koalitions-Faktion“ (連立派 renritsu-ha) und eine „Oppositions-Faktion“ (野党派 yatō-ha) gespalten hatte. Im Februar 1950 traten die Abgeordneten der Koalitions-Faktion der Demokratisch-Liberalen Partei bei, die sich fortan Liberale Partei nannte.
| Amt | Name                                                                                              | Kammer                  | Fraktion                                                                                      |
| --- | ------------------------------------------------------------------------------------------------- | ----------------------- | --------------------------------------------------------------------------------------------- |
| Premierminister Außenminister | Yoshida Shigeru                                                                                   | Shūgiin                 | Demokratisch-Liberale Partei → Liberale Partei                                                |
| Stellvertretender Premierminister | Hayashi Jōji                                                                                      | Shūgiin                 | Demokratisch-Liberale Partei → Liberale Partei                                                |
| Finanzminister | Ikeda Hayato                                                                                      | Shūgiin                 | Demokratisch-Liberale Partei → Liberale Partei                                                |
| Leiter der Justizbehörde | Ueda Shunkichi                                                                                    | —                       | —                                                                                             |
| Bildungsminister | Takase Sōtarō Amano Teiyū ab 6. Mai 1950                                                          | Sangiin –               | Ryokufūkai —                                                                                  |
| Minister für Gesundheit und Soziales | Hayashi Jōji                                                                                      | Shūgiin                 | Demokratisch-Liberale Partei → Liberale Partei                                                |
| Minister für Landwirtschaft und Forsten | Mori Kōtarō                                                                                       | Shūgiin                 | Demokratisch-Liberale Partei → Liberale Partei                                                |
| Minister für Handel und Industrie bis 25. Mai 1949 Minister für Internationalen Handel und Industrie ab 25. Mai 1949                                                 | Inagaki Heitarō Ikeda Hayato ab 17. Februar 1950 Takase Sōtarō ab 11. April 1950                  | Sangiin Shūgiin Sangiin | Demokratische Partei Demokratisch-Liberale Partei → Liberale Partei Ryokufūkai                |
| Verkehrsminister | Ōya Shinzō                                                                                        | Sangiin                 | Demokratisch-Liberale Partei → Liberale Partei                                                |
| Kommunikationsminister bis 1. Juni 1949 Postminister ab 1. Juni 1949                                                                                                 | Ozawa Saeki                                                                                       | Shūgiin                 | Demokratisch-Liberale Partei → Liberale Partei                                                |
| Minister für Telekommunikation ab 25. Mai 1949 | Ozawa Saeki                                                                                       | Shūgiin                 | Demokratisch-Liberale Partei → Liberale Partei                                                |
| Arbeitsminister | Suzuki Masafumi                                                                                   | Shūgiin                 | Demokratisch-Liberale Partei → Liberale Partei                                                |
| Bauminister | Masutani Shūji Masuda Kaneshichi ab 6. Mai 1950                                                   | Shūgiin Shūgiin         | Demokratisch-Liberale Partei → Liberale Partei Liberale Partei                                |
| Chefkabinettssekretär | Masuda Kaneshichi Okazaki Katsuo ab 6. Mai 1950                                                   | Shūgiin Shūgiin         | Demokratisch-Liberale Partei → Liberale Partei Liberale Partei                                |
| Leiter des „Hauptamts für wirtschaftliche Stabilität“ (経済安定本部) Leiter der „Zentralen Wirtschaftsuntersuchungsbehörde“ (中央経済調査庁) Leiter der Preisbehörde | Aoki Takayoshi                                                                                    | Shūgiin                 | Demokratisch-Liberale Partei → Liberale Partei                                                |
| Leiter der Behörde für Verwaltungsaufsicht | Honda Ichirō                                                                                      | Shūgiin                 | Demokratisch-Liberale Partei → Liberale Partei                                                |
| Leiter der Reparationsbehörde | Higai Senzō Yamaguchi Kikuichirō ab 11. März 1949                                                 | Shūgiin Shūgiin         | Demokratisch-Liberale Partei Demokratisch-Liberale Partei → Liberale Partei                   |
| Vorsitzender der Kommission für regionale Finanzen bis 1. Juni 1949 Leiter der „Behörde für regionale Selbstverwaltung“ (地方自治庁) ab 1. Juni 1949                 | Kimura Kozaemon Honda Ichirō ab 24. Januar 1950                                                   | Shūgiin                 | Demokratische Partei Demokratisch-Liberale Partei → Liberale Partei                           |
| Leiter der Behörde zur Entwicklung Hokkaidōs ab 1. Juni 1949 | Masuda Kaneshichi                                                                                 | Shūgiin                 | Demokratisch-Liberale Partei → Liberale Partei                                                |
| Staatsminister | Yamaguchi Kikuichirō Higai Senzō ab 11. März 1949 Masuda Kaneshichi 24. Juni 1949 bis 6. Mai 1950 | Shūgiin Shūgiin         | Demokratisch-Liberale Partei → Liberale Partei Demokratisch-Liberale Partei → Liberale Partei |